# فاليري بوندارينكو
فاليري بوندارينكو (بالأوكرانية: Бондаренко Валерій Сергійович)‏ هو لاعب كرة قدم أوكراني في مركز الدفاع، ولد في 3 فبراير 1994 في كييف في أوكرانيا. لعب مع شاختار دونيتسك وفيتوريا دي غيماريش.

## وصلات خارجية
- فاليري بوندارينكو على موقع الاتحاد الأوربي (الإنجليزية)
- فاليري بوندارينكو على موقع اتحاد أوكرانيا (الإنجليزية)
- فاليري بوندارينكو على موقع قاعدة بيانات كرة القدم.إي يو (الإنجليزية)
- فاليري بوندارينكو على موقع Soccerway.com (الإنجليزية)
- فاليري بوندارينكو على موقع عالم كرة القدم.نت (الإنجليزية)